# Человський Дмитро Миколайович
Дмитро́ Микола́йович Чело́вський (30 жовтня 1980 — 1 лютого 2015) — сержант Збройних сил України.

## Бойовий шлях
1999 року закінчив криворізьку ЗОШ № 48. Працював на шахті «Гвардійська».
У часі війни — механік-водій, 17-та окрема танкова бригада. Свою БМП ніжно звав «Ластівка».
1 лютого 2015-го загинув в бою під селом Троїцьке у Попаснянському районі, відбиваючи атаку ДРГ терористів «ЛНР» на взводний опорний пункт «Саша». Тоді ж загинув старший солдат Дмитро Головін.
Без Дмитра лишились батьки, сестра, дружина, донька 2008 р.н.
Похований в місті Кривий Ріг 4 лютого 2015-го, оголошено день смутку.

## Нагороди та вшанування
За особисту мужність і героїзм, виявлені у захисті державного суверенітету та територіальної цілісності України, вірність військовій присязі під час російсько-української війни, відзначений — нагороджений
- орденом «За мужність» III ступеня (посмертно)
- відзнакою міста Кривий Ріг «За Заслуги перед містом» 3 ступеня (посмертно)
- в криворізькій ЗОШ, котру закінчив Дмитро, відкрито меморіальну дошку його честі